# Barruelo del Valle
Barruelo del Valle település Spanyolországban, Valladolid tartományban. Barruelo del Valle Villasexmir, Adalia, San Cebrián de Mazote, Castromonte, Torrelobatón és Torrecilla de la Torre községekkel határos. Lakosainak száma 52 fő (2024).

## Népesség
A település lakosságának változását az alábbi diagram mutatja:
| Lakosok száma | 76   | 71   | 65   | 64   | 54   | 70   | 62   | 52   | 43   | 52   |
|               | 2001 | 2004 | 2007 | 2009 | 2012 | 2014 | 2017 | 2019 | 2022 | 2024 |